# Ö. Kovács József
Ö. Kovács József (1960. április 30. – ) magyar történész, levéltáros, egyetemi tanár. Fő kutatási területei az új- és jelenkori társadalomtörténet – különös tekintettel a vidéki változásokra –, a hazai és külföldi társadalomtörténeti historiográfia és módszertan, valamint a német történelem. 

## Élete
Gyerekkorában Izsákon nevelkedett, elszegényedett paraszti családban; rokonságába tartozott Rácz Sándor, az 1956-os forradalom egyik kiemelkedő személyisége, aki akkori szerepvállalásáért börtönbüntetést is kapott. A kamaszkorában vele folytatott beszélgetések nagyban befolyásolták későbbi történelemképét, illetve bizonyos mértékig későbbi, történészi kutatási témaválasztásait is. Az 1990-es évek elején Gödöllőn telepedett le családjával.

### Tanulmányai
Középiskolai tanulmányait 1974−1978 között az esztergomi Bottyán János Műszeripari Szakközépiskolán folytatta, majd a Szombathelyi Tanárképző Főiskolát végezte el, ahol 1983-ban szerzett diplomát történelem-népművelés szakon. 1984−1986 között elvégezte az ELTE BTK történelem kiegészítő szakját is, és 1991-ben megszerezte a bölcsészettudomány (történelemtudomány) doktora címet. 1991−1992 között két szemesztert végzett a József Attila Tudományegyetem jogi karán. További tudományos fokozatai: a történelemtudomány kandidátusa (CSc, 1995), habilitált doktor (történelemtudományok, 2005); 2011 februárjában nyújtotta be az MTA doktora pályázatát.

### Szakmai életútja
Diplomázása után tíz éven keresztül a Bács-Kiskun Megyei Levéltár levéltárosa volt, közben – 1991−1993 között – részmunkaidőben oktatóként is tevékenykedett az ELTE-n. 1994-ben a Miskolci Egyetemre került, ahol 1996-ig egyetemi adjunktus, 1996-tól 2011. január 31-ig pedig egyetemi docens volt az Új- és Jelenkori Magyar Történeti Tanszéken; bő tíz éven át, 1997. március 1. és 2007. június 30. között a tanszék vezetője is volt. 2011-ben a Károli Gáspár Református Egyetem Bölcsészettudományi Karának Új- és Jelenkori Egyetemes Történeti Tanszékének lett egyetemi docense. 2014 óta a Pázmány Péter Katolikus Egyetem egyetemi tanára, illetve 2017-től visszatért a levéltáros szakmához is, mint a Magyar Nemzeti Levéltár tudományos igazgatója. 

## Fő művei
- Zsidók a Duna-Tisza közén, Kecskeméti Lapok Kft., Kecskeméti Monográfia Szerkesztősége
- A paraszti társadalom felszámolása a kommunista diktatúrában, Korall Társadalomtörténeti Egyesület, 2004
- Az újkori német társadalomtörténet útjai, Csokonai Kiadó, 1996
  - The Forced Collectivization of Agriculture in Hungary, 1945-1961, In: Iordachi Constantin, Arnd Bauerkämper (szerk.): The Collectivization of Agriculture in Communist Eastern Europe, CEU Press, 2014, 211–242. o.
- Vidéki Magyarország 1945-1970, Balassi Kiadó, Korall Társadalomtörténeti Egyesület, 2014
- Pócspetri, a „rendőrgyilkos falu”, In: Fazekas Ferenc, Fedeles Tamás, Nagy Levente (szerk.): Évszázadok forgatagában, Pécsi Tudományegyetem, 2019, 131-150. o.
- A téesz-neurózisról, In: Horváth Gergely Krisztián, Csikós Gábor (szerk.): Az árnyékos oldalon, Nemzeti Emlékezet Bizottsága (NEB), MTA Bölcsészettudományi Kutatóközpont, 2020, 55-96. o.
- 1948 a fordulat éve?, Levéltári Közlemények 91., 2020, 41-55. o.
- Néprajz és antropológia a történetkutatásban, In: Cseh Fruzsina, Mészáros Csaba, Borsos Balázs (szerk.): Számvetés és tervezés – A néprajztudomány helyzete és jövője a 21. században, L'Harmattan Kiadó, MTA BTK Néprajztudományi Intézet, 2020, 375-407. o.
- Az agrártársadalom adóztatása a kényszerkollektivizálás után, In: Csikós Gábor, Horváth Gergely Krisztián (szerk.): Lefojtva, Bölcsészettudományi Kutatóközpont/Nemzeti Emlékezet Bizottsága (NEB), 2021, 227-255. o.
- Az adótörténet-kutatás néhány kérdéséről (Germuska Pállal közösen), In: Germuska Pál, Ö. Kovács József (szerk.): Adózás és adóelkerülés Magyarországon a 15–20. században, Magyar Nemzeti Levéltár/Magyar Kormánytisztviselői Kar, 2021, 7-14. o.
- „Ezt a háztípust sokan otthonként ismerik”, (Germuska Pállal közösen), In: Tamáska Máté, Szolnoki József (szerk.): Kockaház – A 20. század vidéki háztípusa,  Martin Opitz Kiadó, 2021, 7-8. o.
- „Titkos kártalanítás” az államosított téeszekben (Gagyi József: Aki tudta, vitte – Lopás, közösség, társadalom recenziója), In: Horváth Gergely Krisztián, Ö. Kovács József, Hegedűs István, Csikós Gábor (szerk.): Fénytörésben – Struktúrák, lokalitások, mintázatok, MTA Bölcsészettudományi Kutatóközpont, 2021, 299-302. o.
- A „hanyatlás lassításának” kérdései 1988-ban egy somogyi tanácselnöki jelentés tükrében, In: Horváth Gergely Krisztián, Ö. Kovács József, Hegedűs István, Csikós Gábor (szerk.): Fénytörésben – Struktúrák, lokalitások, mintázatok, MTA Bölcsészettudományi Kutatóközpont, 2021, 239-249. o.
- Mindennapi valóság – A szocialista állami erőszak vidéktörténeti olvasatai, In: Borvendég Zsuzsanna (szerk.): Hamis gulyás – Új megközelítések a szocialista Magyarország gazdaság- és társadalomtörténetéhez, Magyarságkutató Intézet, 2022, 85-108. o.

## Elismerései
- 2001−2004: Széchenyi István Professzori Ösztöndíj

## Nyelvismerete
- Német felsőfokú ,,C” típusú nyelvvizsga, előadóképes
- Angol alapfokú ,,C” típusú nyelvvizsga, előadóképes

## Ösztöndíjai
- 1989−1991: MTA-Soros Alapítvány – 24 hónapos kutatói ösztöndíj
- 1993: Collegium Hungaricum, Bécs – egy hónapos kutatói ösztöndíj
- 1993−1994: Europa Institut, Budapest – hat hónapos kutatói ösztöndíj
- 1994: Universität Wien – egy hetes posztgraduális műhely
- 1995: Universität Wien – két hónapos osztrák-magyar kutatói ösztöndíj
- 1997 Max-Planck-Institut für Geschichte, Göttingen – kilenc hónapos MTA-Soros Alapítvány kutatói ösztöndíj
- 1998: Humboldt Egyetem, Berlin – hat hónapos német kutatói ösztöndíj
- 1999: Berliner Kolleg für Vergleichende Geschichte Europas – egy hónapos német kutatói ösztöndíj
- 2000: Ľ École des hautes études en sciences sociales, Párizs – egy hónapos magyar-francia ösztöndíj
- 2002: Max-Planck-Institut für Geschichte, Göttingen – egy hónapos német kutatói ösztöndíj
- 2005: Max-Planck-Institut für Geschichte, Göttingen – két hónapos német kutatói ösztöndíj
- 2006: Zentrum für Zeithistorische Forschung, Potsdam – két hónapos német kutatói ösztöndíj
- 2006: Max-Planck-Institut für Geschichte, Göttingen – egy hónapos német kutatói ösztöndíj

## Részvétele kutatási programok irányításában
- 1994−2004: Kiskunhalas, várostörténeti kutatás (három kötet szerkesztője, szerzője)
- 1997−2000: A társadalmi mobilitás regionális mintái Magyarországon, 1850−1920/1940 (OTKA, témavezető)
- 1999–2000 Városi elitek a 19–20. században c. francia-magyar program (,,Balaton”) magyar felelőse
- 2005–2008: Vidéki társadalmak Magyarországon, 1930−1960 (OTKA, témavezető)
- 2004−2009: A Jelenkortörténet útjai című kutatási program (ME, Miskolci Jelenkortörténeti Műhely) irányítása, három kötetének szerkesztése
- 2011−2013: Vízhasznosítás és társadalom, 18−20. század című OTKA-kutatás 1945 utáni időszakának témavezetője és kutatója

## Részvétele szakmai szervezetek munkájában
- 1988– : Magyar Történelmi Társulat, tag
- 1988– : Hajnal István Kör − Társadalomtörténeti Egyesület, alapító tag, titkár; választmányi tag (2004 – 2010)
- 1994–2011: Miskolci Akadémiai Bizottság, Történettudományi és Néprajzi Szakbizottság, tag
- 2001– : MTA, köztestületi tag
- 2005– : Arbeitskreis für Agrargeschichte (AKA), tag